# Tangara à ventre roux
Thlypopsis inornata
Espèce
Statut de conservation UICN

 LC  : Préoccupation mineure
Le Tangara à ventre roux (Thlypopsis inornata) est une espèce de passereaux appartenant à la famille des Thraupidae.

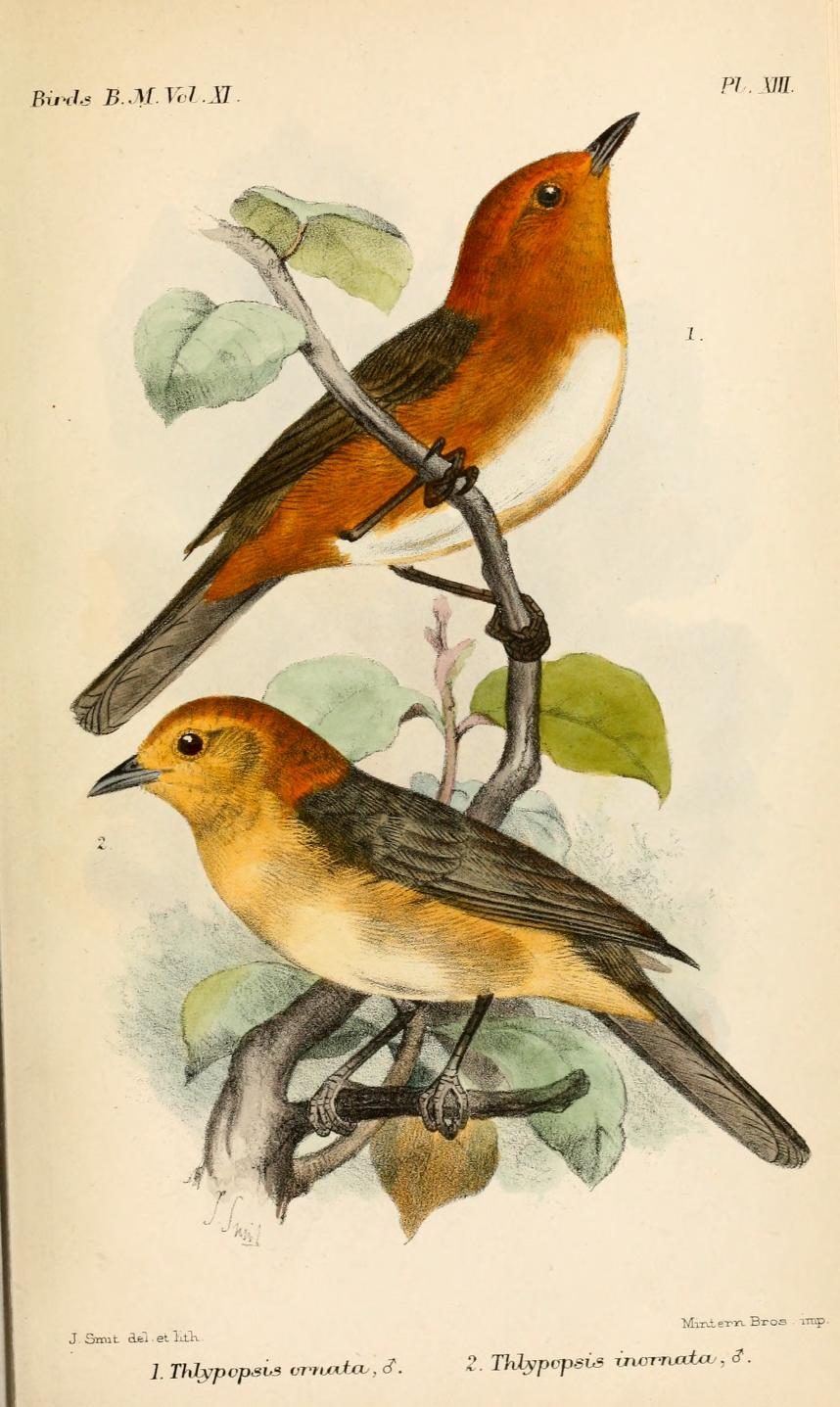
Dessin (en bas) par Joseph Smit